# Yasukazu Hamada
Pour les articles homonymes, voir Hamada.
Yasukazu Hamada (浜田 靖一, Hamada Yasukazu), né le 21 octobre 1955, est un homme politique japonais. Ministre de la Défense du Japon de 2008 à 2009 au sein du Gouvernement Taro Aso, il retrouve cette fonction du 10 août 2022 au 13 septembre 2023 au sein du Gouvernement Fumio Kishida. 

## Biographie

### Jeunesse et études
Fils de Koïchi Hamada (ja), Yasukazu Hamada naît le 21 octobre 1955 à Futtsu, dans Chiba. Son père est homme politique, Représentant du Japon élu en Préfecture de Chiba.
Après d'avoir étudié au Lycée préfectoral de Kisarazu, il étudie au sein de Hillsdale College (en) aux États-Unis, puis il obtient une licence de business à l'université Senshu (en).

### Débuts en politique
En 1993, à la suite de la retraite de son père, Koïchi Hamada (ja), il se présente aux élections législative dans alors troisième circonscription de Chiba avec l'investiture du Parti libéral-démocrate (PLD) qu'il remporte et dont il conserve le siège jusqu'à aujourd'hui.

### Secrétaire d'État
En 1998, il est nommé secrétaire d'État auprès du ministre de la Défense dans le gouvernement Keizo Obuchi. Il finit cette fonction en 1999.
Il était aussi secrétaire d'État auprès de Shigeru Ishiba, le ministre de la Défense dans le gouvernement Junichiro Koizumi de 2003 à 2004.

### Ministre de la Défense (2008 - 2009)
En 2008, il devient membre du conseil des ministres pour la première fois en tant que ministre de la Défense dans le gouvernement Taro Aso.
Pendant son mandat, la Corée du Nord effectue une expérience de tir d'un missile (Kwangmyŏngsŏng 2) le 5 avril 2009.
Il contribue à la coordination parlementaire de la loi sur les réponses contre la piraterie qui remplace le fond juridique pour l'opération contre la piraterie.
À la suite de la défaite de l'élection législative du Parti libéral-démocrate, il démissionne en 2009.

### Ministre de la Défense (2022 - 2023)
Le 10 août 2022, il est renommé ministre de la Défense dans le gouvernement de Fumio Kishida.
Le gouvernement décide fin 2022 d'accroitre de 56 % les dépenses militaires programmées pour les cinq années à venir et d'approfondir sa collaboration militaire avec les États-Unis. Yasukazu Hamada signe dans ce but avec son homologue américain, Lloyd Austin, des accords visant à accélérer le développement d'équipements militaires et de nouvelles technologies. Le Japon a notamment l'intention d'acquérir et de déployer des missiles à longue portée.
Il quitte le gouvernement le 13 décembre 2023, lors d'un vaste remaniement ministériel associé au départ de neuf ministres, à la suite de l'affaire des caisses noires du PLD.
Il est remplacé à ce poste par Minoru Kihara (en).